# Сандра Валтеровић
Сандра Валтеровић (Београд, 3. новембар 1988), познатија под уметничким именом Секси Сандра, српска је фолк и поп-фолк певачица која се прославила након учешћа у ријалити програмима Велики Брат и Фарма.

## Дискографија
Синглови
- Док понуда важи (2008)[4]
- Дизниленд (2009)
- Фигуре од камена (2010)[5]
- Сисо лажљива (2012)[6]
- Крими бој (2013)
- 1000 степени (2013)
- Хајде да се прскамо (2014)[7]
- Лепотица и звер (2013) дует са Ера Ојданић
- Отето (2015)
- Права жена (2016)
- Бело (2017) са Ем-си Мијат
- Црни људи (2017) са Ганди
- Дај ми дај (2019)[8]